# 무사브 케데르
무사브 케데르(아랍어: مصعب خضر, Musab Kheder, 1993년 1월 1일 ~ )는 수단에서 태어난 카타르의 축구 선수로, 현재 카타르 스타스 리그의 알사드 SC와 카타르 축구 국가대표팀에서 라이트 백으로 뛰고 있다.